# جواو هاميلتون
جواو هاميلتون (بالإنجليزية: Jo Hamilton)‏ هي مصممة ديكور ‏ بريطانية، ولدت في 13 أبريل 1969 في Eton, Berkshire ‏ في المملكة المتحدة.